# Llengües Bhil
Les llengües Bhil són un grup de llengües indo-arianes parlades el 2011 per uns 10,4 milions de bhils a l'Índia occidental, central i extrema oriental. Constitueixen les llengües primàries del rang Aravalli meridional al Rajasthan i del rang Satpura occidental a Madhya Pradesh, al nord-oest de Maharashtra i al sud de Gujarat. Segons el 52è informe del comissari de minories lingüístiques de l'Índia, Ministeri d'Afers Minoritaris, el Bhili és la llengua més parlada del territori de Dadra i Nagar Haveli que constitueix el 40,42% de la seva població total. Els parlants del bhili també són significatius als estats de Gujarat (4,75%), Madhya Pradesh (4,93%) i Rajasthan (4,60%).

## Relació
Les llengües Bhil formen un enllaç a mig camí entre la llengua gujarat i la Rajasthani – Marwari.
El grup inclou els idiomes següents:
- Bhil septentrional
  - Bauria
  - Wagdi (potser central: es podria dir que és molt intel·ligible amb Adiwasa, Patelia i altres varietats de Bhil pròpiament dita)
  - Bhilori (Noiri, Dungra)
  - Magari (Magra ki Boli; inclòs Bhili pròpiament d 'Ethnologue)
- Bhil central
  - Bhili pròpiament dita (Patelia), Bhilodi, Adiwasa i Rajput Garasia [mútuament intel·ligibles; alguns intel·ligibles amb Marwari]
  - Bhilali (Rathawi)
  - Chodri
  - Dhodia
  - Dhanki
  - Dubli
- Bhil est (Bareli)
  - Palya Bareli
  - Pauri Bareli
  - Rathwi Bareli
  - Pardhi

Kalto, el Nahali, és un altre idioma bhil.
La llengua vasavi és parlada pels bhils ètnics, però està més a prop del gujarat.